# Baron Waleran
Baroneci Walrond

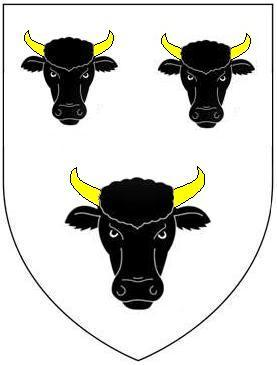
Herb Walrond.

- 1876–1889: John Walrond Walrond, 1. baronet
- 1889–1925: William Hood Walrond, 2. baronet

Baronowie Waleran 1. kreacji (parostwo Zjednoczonego Królestwa)
- 1905–1925: William Hood Walrond, 1. baron Waleran
- 1925–1966: William George Hood Walrond, 2. baron Waleran